# Filosofia

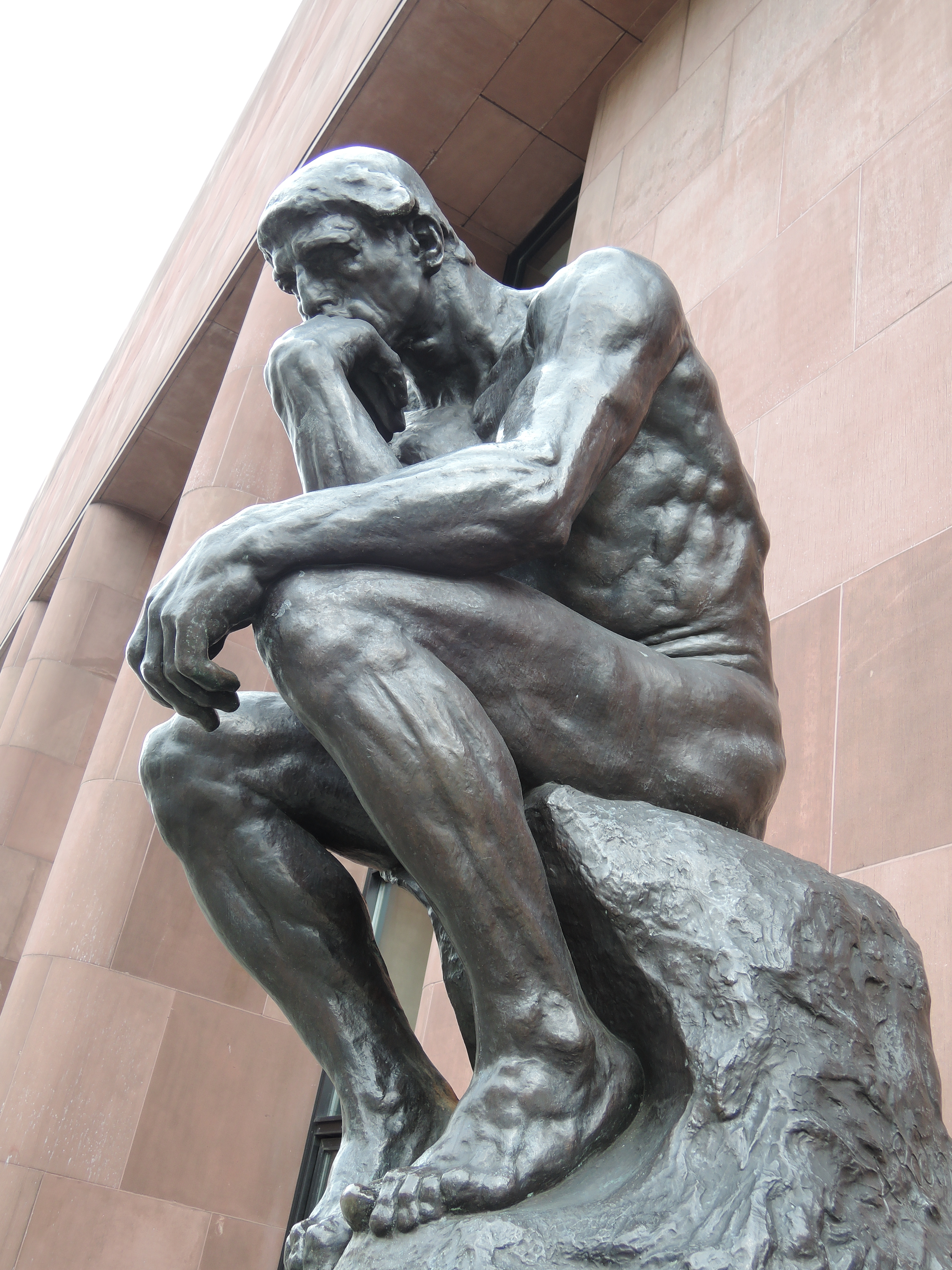
A estátua O Pensador de Auguste Rodin é um símbolo do pensamento filosófico

Filosofia (do grego Φιλοσοφία, philosophia, literalmente "amor pela sabedoria") é o estudo de questões gerais e fundamentais sobre a existência, conhecimento, valores, razão, mente, e linguagem; frequentemente colocadas como problemas a se resolver. O termo provavelmente foi cunhado por Pitágoras (c. 570 – 495 a.C.).
O conjunto de procedimentos técnicos e científicos filosóficos incluem o questionamento, a discussão crítica, o argumento racional e a apresentação sistemática.

As questões filosóficas clássicas incluem, por exemplo: É possível saber qualquer coisa e provar que se sabe? O que é mais real? Os filósofos também colocam questões como: Existe uma maneira melhor de se viver? É melhor ser justo ou injusto? Os seres humanos têm livre-arbítrio?

## Etimologia
A palavra "filosofia" (do grego) é uma composição de duas palavras: philos (φίλος) e sophia (σοφία). A primeira é uma derivação de philia (φιλία) que significa amizade, amor fraterno e respeito entre os iguais; a segunda significa sabedoria ou simplesmente saber. Filosofia significa, portanto, amizade pela sabedoria, amor e respeito pelo saber; e o filósofo, por sua vez, seria aquele que ama e busca a sabedoria, tem amizade pelo saber, deseja saber.
A tradição atribui ao filósofo Pitágoras de Samos (c. 570-495 a.C.) a criação da palavra. Conforme essa tradição, Pitágoras teria criado o termo para modestamente ressaltar que a sabedoria plena e perfeita seria atributo apenas dos deuses; os homens, no entanto, poderiam venerá-la e amá-la na qualidade de filósofos.
A palavra philosophía não é uma invenção moderna a partir de palavras gregas, mas um empréstimo tomado da própria língua grega; os termos φιλοσοφος (philosophos) e φιλοσοφειν (philosophein) já teriam sido empregados por alguns pré-socráticos (Heráclito, Pitágoras e Górgias) e pelos historiadores Heródoto e Tucídides. No período clássico da Grécia antiga, em que viveram Sócrates e Platão, é enfatizada a diferença entre σοφία (sofia) e φιλοσοφία (filosofia), sendo que o último termo expressa uma certa modéstia e ceticismo em relação ao conhecimento humano.

## Perspectiva histórica
Em um sentido geral, a filosofia é associada à sabedoria, cultura intelectual e à busca de conhecimento. Nesse sentido, todas as culturas e sociedades letradas fazem perguntas filosóficas como "como viver" e "qual é a natureza da realidade". Como uma concepção ampla e imparcial, a filosofia serve de investigação fundamentada em assuntos como realidade, moralidade e vida em todas as civilizações do mundo.
Historicamente, a "filosofia" englobava qualquer corpo de conhecimento. Desde o tempo do filósofo grego antigo Aristóteles até o século XIX, a "filosofia natural" abrangia a astronomia, a biologia, a medicina e a física. Por exemplo a obra de Newton, Philosophiæ Naturalis Principia Mathematica (1687) mais tarde classificada como um livro de física. No século XIX, o crescimento das universidades de pesquisa modernas levou a filosofia acadêmica e outras disciplinas a se profissionalizar e se especializar.
Outras investigações intimamente relacionadas à arte, ciência, política ou outras atividades continuaram parte da filosofia. Por exemplo, a beleza é objetiva ou subjetiva? Existem muitos métodos científicos ou apenas um? A utopia política é um sonho esperançoso ou apenas fantasia? Os principais subcampos da filosofia acadêmica incluem a metafísica ("preocupa-se com a natureza fundamental da realidade e do ser"), epistemologia (sobre a "natureza e bases do conhecimento [e] ... seus limites e validade"), ética, estética, filosofia política, lógica e filosofia da ciência.

## Filosofia ocidental
A Filosofia ocidental é a tradição filosófica do mundo ocidental e data de pensadores pré-socráticos que eram ativos na Grécia Antiga no século VI a.C., como Tales (c. 624-546 a.C.) e Pitágoras (c. 570-495 a.C.) que praticavam um "amor à sabedoria" (philosophia) e também foram denominados physiologoi (estudantes de physis, ou natureza). Sócrates era um filósofo muito influente, que insistia em dizer que não possuía "sabedoria", mas sim que era um "perseguidor da" sabedoria.
A era antiga foi dominada pelas escolas filosóficas gregas que surgiram dos vários alunos de Sócrates, como Platão, que fundou a Academia Platônica e seu aluno Aristóteles, fundando a Escola peripatética, ambos extremamente influentes na tradição ocidental. Outras tradições incluem o cinismo, o estoicismo, o ceticismo e o epicurismo. Os tópicos importantes abordados pelos gregos incluíam a metafísica (com teorias concorrentes como atomismo e monismo), cosmologia, a natureza da vida bem vivida (eudaimonia), a possibilidade do conhecimento e a natureza da razão (logos). Com a ascensão do Império Romano, a filosofia grega também foi cada vez mais discutida em latim por romanos como Cícero e Séneca. Toda a teologia e filosofia cristã, judaica e islâmica posterior foi influenciada por platonismo e aristotelismo.
O início da filosofia ocidental moderna começa com pensadores como Thomas Hobbes e René Descartes (1596-1650). Após o surgimento das ciências naturais, a filosofia moderna se preocupou em desenvolver uma base secular e racional para o conhecimento e afastou-se das estruturas tradicionais de autoridade como a religião, o pensamento escolástico e a Igreja. Os principais filósofos modernos incluem Spinoza, Leibniz, Locke, Berkeley, Hume e Kant.

#### Grécia Antiga
“Todas as coisas estão cheias de deuses”Tales de Mileto Aristóteles, De Anima, 411a

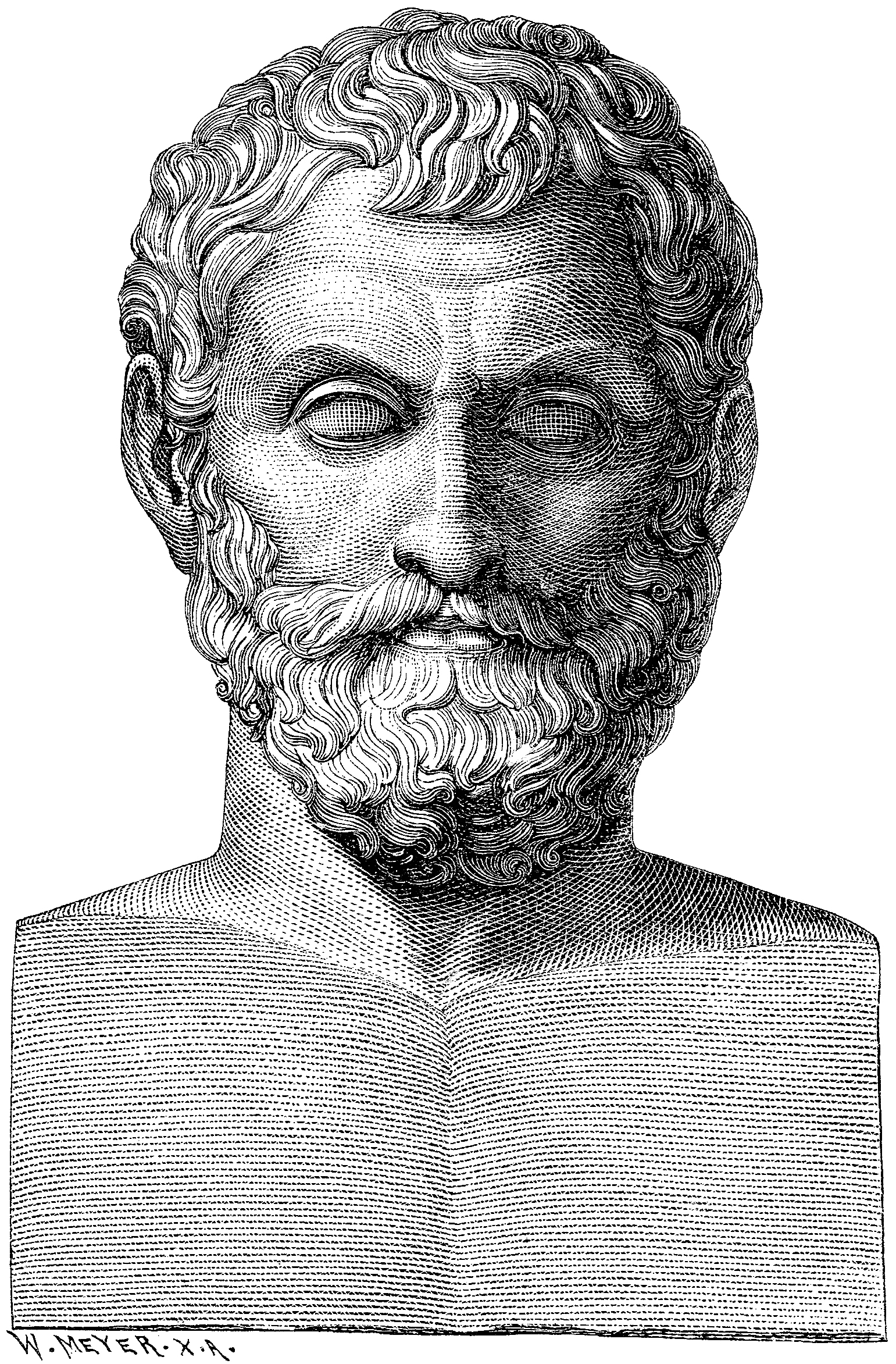

A filosofia grega antiga teve início no século VI a.C. e se estendeu até a decadência do Império Romano no século V d.C. Pode-se dividi-la em quatro períodos: (1) o período dos pré-socráticos; (2) um período humanista, em que Sócrates e os sofistas trouxeram as questões morais para o centro do debate filosófico; (3) o período áureo da filosofia em Atenas, em que despontaram Platão e Aristóteles; (4) e o período helenístico. Às vezes, se distingue um quinto período, que compreende os primeiros filósofos cristãos e os neoplatonistas.
Os primeiros filósofos gregos, geralmente chamados de pré-socráticos, dedicaram-se a especulações sobre a constituição e a origem do mundo. O principal intuito desses filósofos era descobrir um elemento primordial, eterno e imutável que fosse a matéria básica de todas as coisas. Essa substância imutável era chamada de physis (palavra grega cuja tradução literal seria natureza, mas que na concepção dos primeiros filósofos compreendia a totalidade dos seres, inclusive entidades divinas), e, por essa razão, os primeiros filósofos também foram conhecidos como os physiologoi (literalmente “fisiólogos”, isto é, os filósofos que se dedicavam ao estudo da physis).
Na transição do século IV para o século III a.C., durante o período helenístico, formam-se duas escolas filosóficas cujos ensinamentos representam uma clara mudança de ênfase em relação à Academia de Platão e à escola peripatética de Aristóteles. Sua preocupação é principalmente a redenção pessoal. Tanto para Epicuro (ca. 341-270 a.C.) e seus seguidores como para Zenão de Cítio e demais estoicos o principal objetivo da filosofia deveria ser a obtenção da serenidade de espírito. As duas escolas também se assemelham na crença de que esse objetivo passa por uma espécie de harmonização entre o indivíduo e a natureza, mas divergem quanto à forma de se realizar essa harmonização. Para Epicuro, a sintonia com a natureza supõe a aceitação das necessidades e desejos naturais e dos prazeres sensoriais. Dessa forma, ele preconiza a fruição moderada dos prazeres e a comedida gratificação dos desejos. :214 Os estoicos, por outro lado, sustentavam a crença de que o cosmos e os seres humanos partilhavam do mesmo logos divino. O ideal filosófico de vida seria, na concepção dos estoicos, a adesão à necessidade racional da natureza e o desenvolvimento de uma absoluta imperturbabilidade (ataraxia) em relação aos fatos e eventos do mundo.:361

#### Mito e filosofia

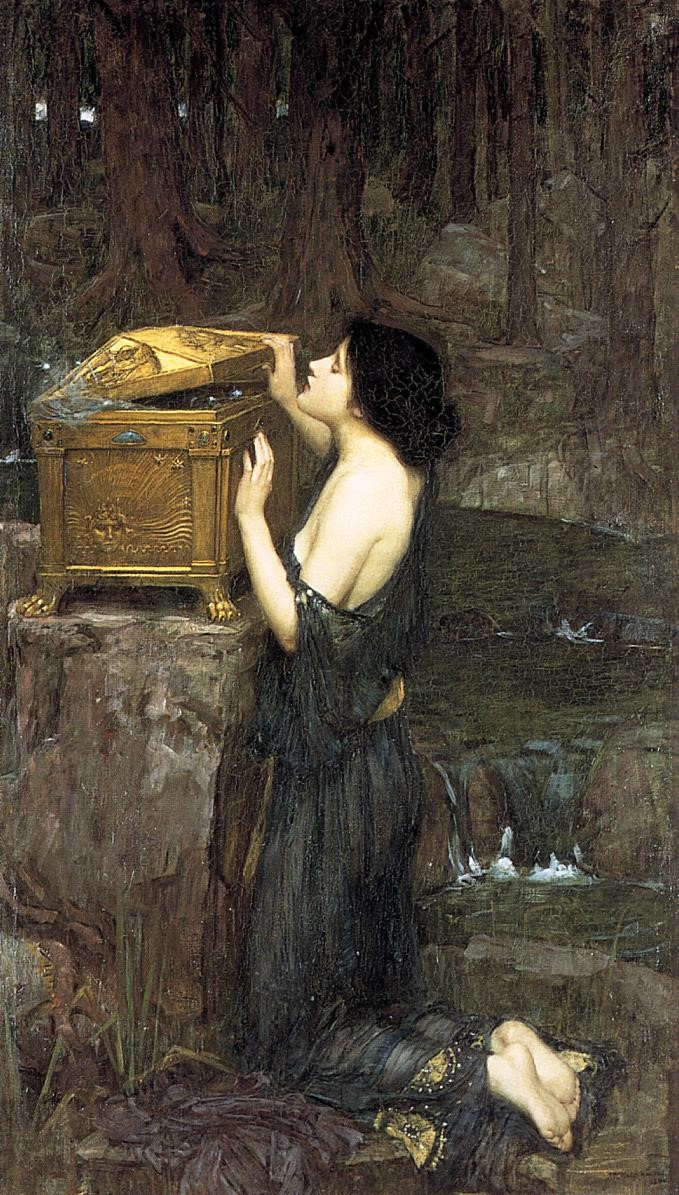
Pandora (1896), pintura de John William Waterhouse

Originalmente, a palavra grega mythos significava simplesmente palavra ou fala; mas o termo remetia também à noção de uma palavra proferida com autoridade. As histórias épicas de Homero, permeadas de intervenções sobrenaturais, ou a teogonia de Hesíodo eram mythos no sentido de serem anúncios revestidos de autoridade, dignos de crédito e reverência.
Gradualmente, o termo foi assumindo outro sentido e já à época de Platão e Aristóteles o mythos era empregado para caracterizar histórias fictícias ou absurdas que se afastariam do logos — isto é, do discurso racional. Aristóteles, por exemplo, considerava a filosofia como um empreendimento intelectual completamente distinto das elaborações mitológicas. Na Metafísica, ao tratar do problema da incorruptibilidade, Aristóteles menciona Hesíodo e, logo em seguida, descarta suas opiniões, pois, segundo ele, “não precisamos perder tempo investigando seriamente as sutilezas dos criadores de mitos.”
Os mitos de Prometeu e mito de Pandora narram não só a descoberta do fogo e seu manuseio pelo homens mas demonstra como no período pré-socrático todos os eventos terrenos decorrem das intenções dos deuses, incluindo todos os males, felizmente, o mito de Pandora é reescrito pela filosofia socrática/platônica, essa revolução permitiu reconstruir a estória e tornou possível fazer do homem o sujeito de sua própria História.

#### Roma Antiga
Roma conheceu e assimilou a literatura, a filosofia e o teatro da Grécia mas logo desenvolveu o próprio estilo; os romanos adotaram o hábito da leitura e da escrita influenciados pelos gregos, assim, a arte de ler, escrever e falar em público (oratória) se tornou essencial na educação dos cidadãos.
Na filosofia, adoram valores éticos gregos e voltaram-se para a valorização da moral. Os principais filósofos romanos são Cícero, Marco Aurélio, Sêneca, Horácio e Macróbio.

#### Filosofia medieval
A filosofia medieval é a filosofia da Europa ocidental, oriental (Império Bizantino) e do Oriente Médio durante a Idade Média. Começa, aproximadamente, com a cristianização do Império Romano e encerra-se com a Renascença. A filosofia medieval pode ser considerada, em parte, como prolongamento da filosofia greco-romana e, em parte, como uma tentativa de conciliar o conhecimento secular e a doutrina sagrada. As filosofias judaica, cristã e islâmica se derivaram principalmente do platonismo, junto com discussões aristotélicas e outros discursos do raciocínio grego, como o estoicismo. Antes do início da era medieval, Agostinho de Hipona foi o principal expoente da patrística e, com outros neoplatônicos, influenciou toda a filosofia no pensamento cristão ocidental.

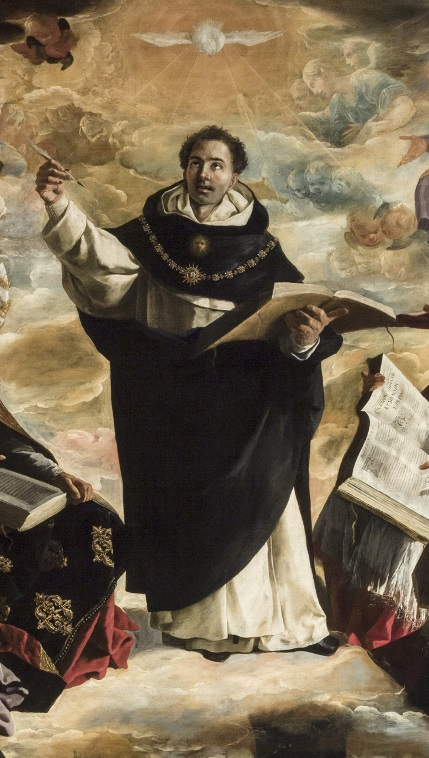
São Tomás de Aquino, detalhe do "Triunfo de São Tomás de Aquino" (1631) de Francisco de Zurbarán

A Idade Média carregou por muito tempo o epíteto depreciativo de "idade das trevas" ou "período obscura", atribuído pelos humanistas renascentistas; e a filosofia desenvolvida nessa época padeceu do mesmo desprezo. No entanto, essa era de aproximadamente mil anos foi o mais longo período de desenvolvimento filosófico na Europa e um dos mais ricos. Jorge Gracia defende que “em intensidade, sofisticação e aquisições, pode-se corretamente dizer que o florescimento filosófico no século XIII rivaliza com a época áurea da filosofia grega no século IV a. C.”.
Entre os filósofos medievais do ocidente, merecem destaque, como Boécio, João Escoto Erígena, Anselmo de Cantuária, Pedro Abelardo, Alberto Magno, Roger Bacon, Boaventura de Bagnoregio, Tomás de Aquino, João Duns Escoto, Guilherme de Ockham, Hugo de São Vitor, Eckhart de Hochheim e Raimundo Lúlio; no oriente os bizantinos Prisco de Pânio, Leão, o Matemático e Miguel Pselo; na civilização islâmica, Avicena, Averróis, Avempace, Alfarábi, Algazali, Alquindi e Surauardi; entre os judeus, Moisés Maimônides e Salomão ibne Gabirol. Tomás de Aquino (1225-1274), fundador do tomismo, exerceu influência inigualável na filosofia e na teologia medievais. Em sua obra, ele deu grande importância à razão e à argumentação, e procurou elaborar uma síntese entre a doutrina cristã e a filosofia aristotélica. A filosofia de Tomás de Aquino representou uma reorientação significativa do pensamento filosófico medieval, até então muito influenciado pelo neoplatonismo e sua reinterpretação agostiniana.

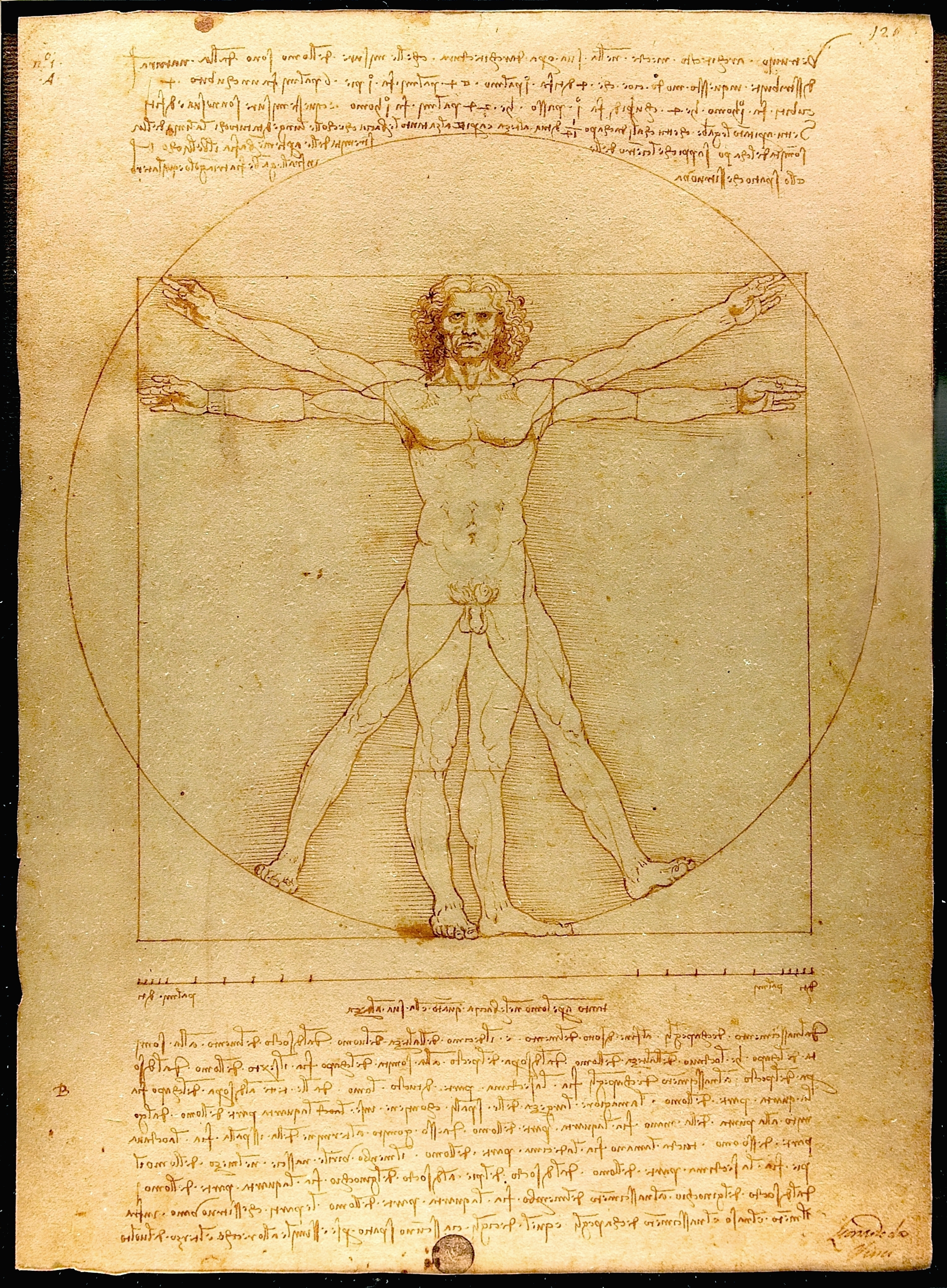
O Homem vitruviano, de Leonardo Da Vinci, resume vários dos ideais do pensamento renascentista.

A transição da Idade Média para a Idade Moderna foi marcada pelo Renascimento e pelo Humanismo. Nesse período de transição, a redescoberta de textos da Antiguidade contribuiu para que o interesse filosófico saísse dos estudos técnicos de lógica, metafísica e teologia e se voltasse para estudos ecléticos nas áreas da filologia, da moralidade e do misticismo. Os estudos dos clássicos e das letras receberam uma ênfase inédita e desenvolveram-se de modo independente da escolástica tradicional. A produção e disseminação do conhecimento e das artes deixam de ser uma exclusividade das universidades e dos acadêmicos profissionais, e isso contribui para que a filosofia vá aos poucos se desvencilhando da teologia. Em lugar de Deus e da religião, o conceito de homem assume o centro das ocupações artísticas, literárias e filosóficas.
O renascimento revigorou a concepção da natureza como um todo orgânico, sujeito à compreensão e influência humanas. De uma forma ou de outra, essa concepção está presente nos trabalhos de Nicolau de Cusa, Giordano Bruno, Bernardino Telesio e Galileu Galilei. Essa reinterpretação da natureza é acompanhada, em muitos casos, de um intenso interesse por magia, hermetismo e astrologia — considerados então como instrumentos de compreensão e manipulação da natureza.
À medida que a autoridade eclesial cedia lugar à autoridade secular e que o foco dos interesses voltava-se para a política em detrimento da religião, as rivalidades entre os Estados nacionais e as crises internas demandavam não apenas soluções práticas emergenciais, mas também uma profunda reflexão sobre questões pertinentes à filosofia política. Desse modo, a filosofia política, que por vários séculos esteve dormente, recebeu um novo impulso durante o Renascimento. Nessa área, destacam-se as obras de Nicolau Maquiavel e Jean Bodin.

## Filosofia indiana
A Filosofia indiana (em sânscrito:  darśana; 'visão de mundo', 'ensinamentos') refere-se às diversas tradições filosóficas que surgiram desde os tempos antigos no subcontinente indiano. O jainismo e o budismo se originaram no final do período védico, enquanto o hinduísmo emergiu como uma fusão de diversas tradições, começando após o final do período védico.
Os hindus geralmente classificam essas tradições como ortodoxas ou heterodoxas — āstika ou nāstika — dependendo se aceitam a autoridade dos Vedas e as teorias de Brâman (absoluto) e Atman (alma, eu) contida nelas. As escolas ortodoxas incluem as tradições hindus do pensamento, enquanto as escolas heterodoxas incluem as tradições budista e jainista. Outras escolas incluem o Ajñana, Ajivika e Cārvāka que se extinguiu ao longo de sua história.
Os importantes conceitos filosóficos indianos compartilhados pelas filosofias indianas incluem Dharma, Karma, Artha, Kama, Dukkha (Duhkha, sofrimento), Anicca (Anitya, impermanência), Dhyana (Jhana, meditação), renúncia (com ou sem monasticismo ou ascetismo), vários Samsara com ciclos de renascimento, Moksha (Nirvana, kivali, libertação de renascimento) e virtudes como Ahimsa.

#### Filosofia budista
A filosofia budista começa com o pensamento de Gautama Buda (fl. entre o sexto e o quarto séculos a.C.) e é preservada nos primeiros textos budistas. Originou-se na Índia e depois se espalhou para o Leste Asiático, o Tibete, a Ásia Central e o Sudeste Asiático, desenvolvendo tradições sincréticas nessas regiões. Os ramos Mahayana de pensamento budista são as tradições filosóficas dominantes nas regiões do Leste Asiático, como China, Coréia do Sul e Japão. As formas Theravada são dominantes em países do Sudeste Asiático, como Sri Lanka, Birmânia e Tailândia.
A avidyā (ignorância) à verdadeira natureza das coisas é considerada uma das raízes do sofrimento (dukkha), A filosofia budista preocupa-se com a epistemologia, a metafísica, a ética e a psicologia. Os textos filosóficos budistas também devem ser entendidos no contexto de práticas meditativas que supostamente devem causar certas mudanças cognitivas.:8 Os principais conceitos inovadores incluem as Quatro Nobres Verdades como uma análise do sofrimento, anicca (impermanência) e anatta (não-eu).
Após a morte de Buda, vários grupos começaram a sistematizar seus principais ensinamentos, eventualmente desenvolvendo sistemas filosóficos abrangentes denominados 'Abhidharma'.:37 Seguindo as escolas de Abhidharma, filósofos Mahayana como Nagarjuna e Vasubandhu desenvolveu as teorias de shunyata (vazio de todos os fenômenos) e vijñapti-matra (apenas aparência), uma forma de fenomenologia ou idealismo transcendental. A escola Dignāga do pramaṇa (literalmente. meios de conhecimento) promoveu uma forma sofisticada de lógica budista.
Havia inúmeras escolas, sub-escolas e tradições da filosofia budista na Índia. Segundo o professor de filosofia budista de Oxford Jan Westerhoff, as principais escolas indianas de 300 a.C. a 1000 d.C. foram::xxiv
- A tradição Mahāsāṃghika
- As escolas Sthavira que incluem Sarvāstivāda, Sautrāntika, Vibhajyavāda (mais tarde conhecida como Theravada no Sri Lanka) e a tradição Pudgalavāda.
- As escolas Mahayana, principalmente o Madhyamaka, Yogachara, Tathāgatagarbha e Tantra.

#### Filosofia hindu

Ahimsa

As escolas ortodoxas baseadas nos Vedas fazem parte das tradições hindus e são tradicionalmente classificadas em seis darsanas: Nyaya, Vaisheshika, Samkhya, Yoga, Mimāṃsā e Vedanta. Os Vedas como fonte de conhecimento foram interpretados de maneira diferente por essas seis escolas de filosofia hindu, com graus variados de sobreposição. Eles representam uma "coleção de visões filosóficas que compartilham uma conexão textual", segundo Chadha. Eles também refletem uma tolerância a uma diversidade de interpretações filosóficas dentro do hinduísmo, compartilhando o mesmo fundamento.
Alguns dos primeiros textos místicos e filosóficos hindus sobreviventes são os Upanishads de período védico tardio (1000–500 a.C.). Filósofos hindus das seis escolas desenvolveram sistemas de epistemologia (pramana) e investigaram tópicos como metafísica, ética, psicologia (guna), hermenêutica e soteriologia dentro da estrutura do conhecimento védico, apresentando uma diversificada coleção de interpretações. Essas escolas de filosofia aceitavam os Vedas e o conceito védico de Atman  e  Brahman , diferente das seguintes religiões indianas que rejeitavam a autoridade dos Vedas:
1. Cārvāka, uma escola de materialismo que aceita a existência do livre arbítrio.[84][85]
2. Ājīvika, uma escola materialista que negava a existência do livre arbítrio.[86][87]
3. Budismo, uma filosofia que nega a existência de atman (alma imutável, eu)[88][89][90][91] e baseia-se nos ensinamentos e na iluminação de Gautama Buddha.
4. Jainismo, uma filosofia que aceita a existência do ātman (alma, Eu), mas é baseada nos ensinamentos de vinte e quatro professores ascéticos conhecidos como tirthankaras, com Rishabha como o primeiro e Mahavira como o vigésimo quarto.[92]

As seis escolas ortodoxas comumente nomeadas ao longo do tempo levaram ao que foi chamado de "síntese hindu", como exemplificado por suas escrituras: Bhagavad Gita.

#### Filosofia jainista
A filosofia jainista aceita o conceito de alma permanente (jiva) como uma das cinco astikayas, ou infinitas categorias eternas que compõem a substância da existência. As outras quatro sendo dharma, adharma, akasha (espaço) e pudgala (matéria). O pensamento jainista separa completamente a matéria da alma. Possui duas subtradições principais: Digambara (vestido de céu, nu) e Svetambara (vestido de branco), juntamente com várias outras tradições menores, como Terapanthis. O asceticismo é uma grande virtude monástica no jainismo.
Os textos jainistas como o Tattvartha Sutra declare que a fé correta, o conhecimento correto e a conduta correta são o caminho para a libertação.
O pensamento jainista sustenta que toda a existência é cíclica, eterna e não criada.
O Tattvartha Sutra é a primeira compilação conhecida, mais abrangente e autorizada da filosofia Jain.

## Filosofia do Leste Asiático

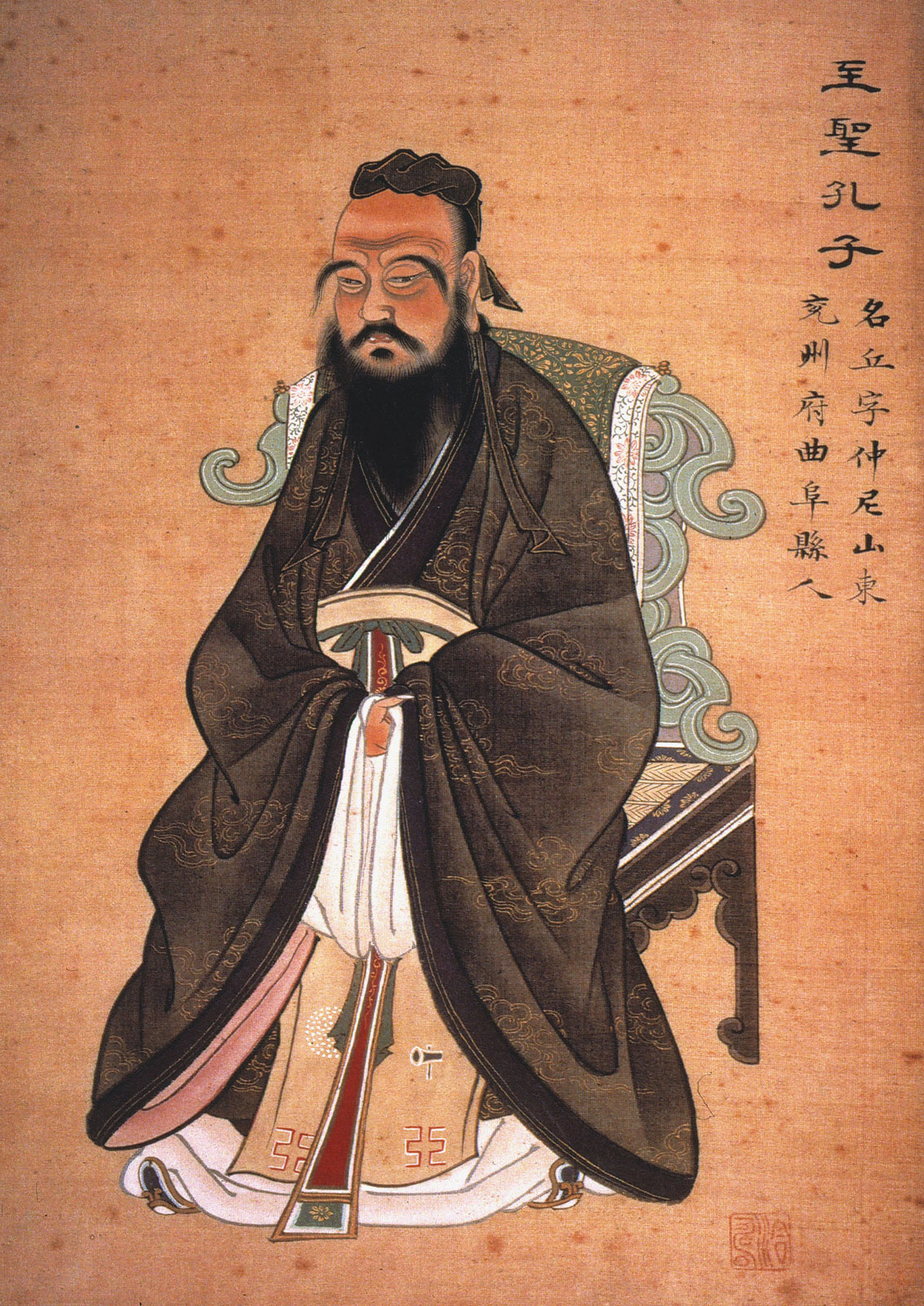
"Confúcio" (1770), ilustração do filósofo chinês

O pensamento filosófico do leste asiático começou na China antiga e a filosofia chinesa começou durante a dinastia Zhou ocidental e nos seguintes períodos após sua queda, quando a "cem escolas de pensamento" floresceram (século VI a 221 a.C.). Esse período foi caracterizado por importantes desenvolvimentos intelectuais e culturais e viu o surgimento das principais escolas filosóficas da China, o Confucionismo, o Legalismo e o Daoísmo, além de numerosos outras escolas menos influentes. Essas tradições filosóficas desenvolveram teorias metafísicas, políticas e éticas, como o Tao, o Yin e yang, Ren e Li que, juntamente com o Budismo chinês, influenciaram diretamente a filosofia coreana, a filosofia vietnamita e a filosofia japonesa (que também inclui a tradição nativa xintoísta). O budismo começou a chegar à China durante a dinastia Han (206 a.C. – 220 d.C.), através da Rota da Seda e por influências nativas desenvolveram formas chinesas distintas (como Chan/Zen) que se espalharam por toda a esfera cultural do Leste Asiático. Durante as dinastias chinesas posteriores como a Dinastia Ming (1368-1644), bem como na Coréia do Norte (dinastia Joseon) (1392-1897), um ressurgente Neo-Confucionismo liderado por pensadores como Wang Yangming (1472-1529) tornou-se a escola dominante de pensamento e era promovida pelo estado imperial.[carece de fontes?]
Na era moderna, os pensadores chineses incorporaram ideias da filosofia ocidental. A filosofia marxista chinesa se desenvolveu sob a influência de Mao Zedong, enquanto um pragmatismo chinês sob a ascensão de Hu Shih e o neoconfucionismo foi influenciado por Xiong Shili. Enquanto isso, o pensamento japonês moderno se desenvolveu sob fortes influências ocidentais, como o estudo das ciências ocidentais (Rangaku) e a sociedade intelectual modernista (Meirokusha) que se inspirou no pensamento iluminista europeu. O século XX viu a ascensão do Xintoísmo estatal e também do Fascismo japonês e do nacionalismo japonês. A Escola de Kyoto, a escola filosófica japonesa influente e única, desenvolvida a partir da fenomenologia ocidental e da filosofia budista medieval japonesa, como a de Dogen.[carece de fontes?]

## Filosofia africana
A filosofia africana é aquela produzida pelo povo africano, filosofia que apresenta visões de mundo, ideias e temas africanos, ou filosofia que usa métodos filosóficos africanos distintos. O pensamento africano moderno foi ocupado com Etnofilosofia, definindo o próprio significado da filosofia africana e suas características únicas e o que significa ser africano. Durante o século XVII, a filosofia etíope desenvolveu uma tradição literária robusta, como exemplificado por Zera Yacob. Outro filósofo africano antigo foi Anton Wilhelm Amo (c. 1703-1759), que se tornou um respeitado filósofo na Alemanha. Acadêmicos consideram que Yacob e Amo investigaram questionamentos filosóficos similares a alguns encontrados no Iluminismo, antecedendo Descartes e Kant. Ideias filosóficas africanas distintas incluem Ujamaa, a ideia Bantu de Força, a Negritude, o Pan-Africanismo e oUbuntu. O pensamento africano contemporâneo também viu o desenvolvimento da filosofia profissional e da filosofia africana, a literatura filosófica da diáspora africana, que inclui correntes como o existencialismo negro dos afro-americanos. Os pensadores africanos modernos são influenciados pelo marxismo, literatura afro-americana, teoria crítica, teoria crítica da raça, pós-colonialismo e feminismo.[carece de fontes?]

## Filosofia moderna
A Filosofia moderna é a filosofia desenvolvida na era moderna e associada à modernidade. Não é uma doutrina ou escola específica (e, portanto, não deve ser confundida com Modernismo), embora existam certas suposições comuns a grande parte dela, o que ajuda a distingui-la da filosofia anterior; é caracterizada pela preponderância da epistemologia sobre a metafísica. A justificativa dos filósofos modernos para essa alteração estava, em parte, na ideia de que, antes de querer conhecer tudo o que existe, seria conveniente conhecer o que se pode conhecer.

#### Filosofia moderna ocidental
Geralmente considerado como o fundador da filosofia moderna, o cientista, matemático e filósofo francês René Descartes (1596-1650) redirecionou o foco da discussão filosófica para o sujeito pensante; Descartes acreditava ser necessário um procedimento prévio de avaliação crítica e severa de todas as fontes do conhecimento disponível, num procedimento que ficou conhecido como dúvida metódica. Segundo Descartes, ao adotar essa orientação, constatamos que resta como certeza inabalável a ideia de um eu pensante: mesmo que o sujeito ponha tudo em dúvida, se ele duvida, é porque pensa; e, se pensa, é porque existe. Essa linha de raciocínio foi celebrizada pela fórmula “penso, logo existo” (cogito ergo sum).

#### Filosofia renascentista

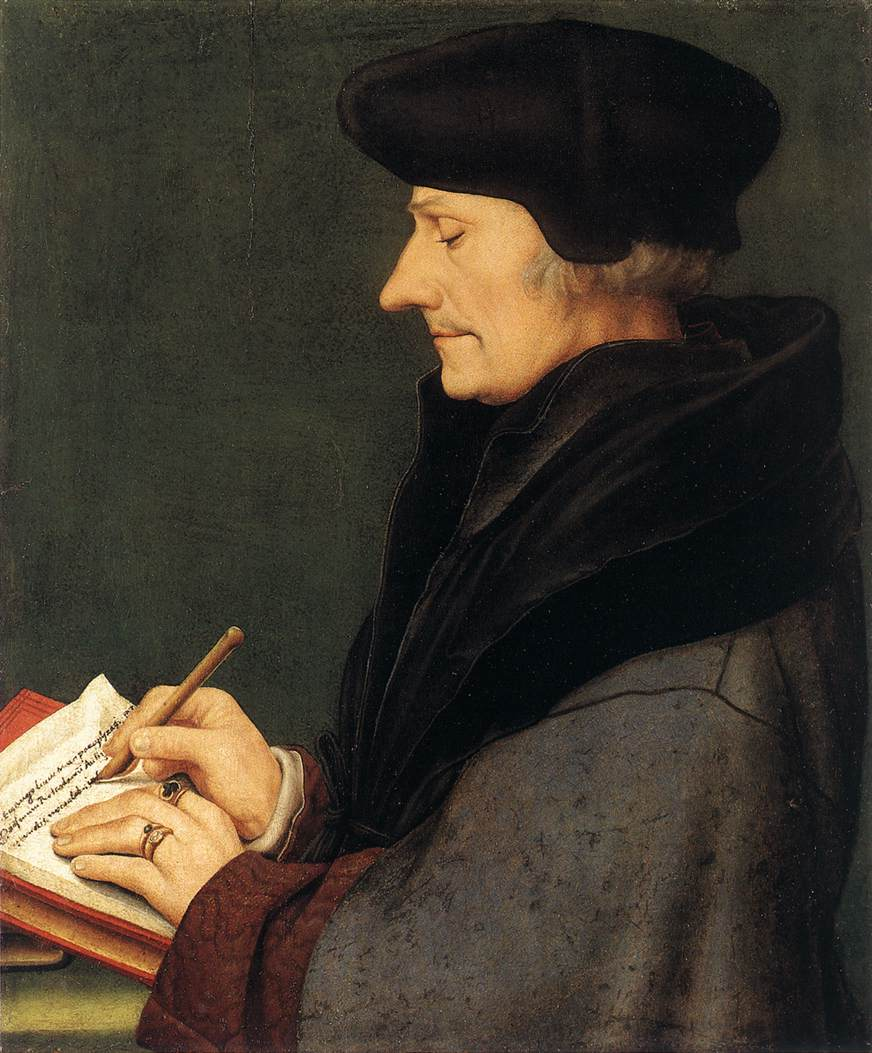
Para Erasmo de Roterdã, o essencial é que as pessoas tenham liberdade de escolha.

O Renascimento foi um período da história europeia que marca a transição da Idade Média para a Modernidade e abrange os séculos XV e XVI. Além da periodização padrão, os defensores de uma Renascença longa colocam seu início no século XIV e seu fim no século XVII. A visão tradicional concentra-se mais nos aspectos da Renascença e argumenta que foi uma ruptura com o passado, mas muitos historiadores hoje se concentram mais em seus aspectos medievais e argumentam que foi uma extensão da Idade Média. Ainda se discute quando da história intelectual da Renascença faz parte de fato da filosofia moderna. Estimulada por novos textos disponíveis, uma das características mais importantes da filosofia renascentista é o crescente interesse nas fontes primárias do pensamento grego e romano que antes eram desconhecidas ou pouco lidas; o estudo renovado do neoplatonismo, estoicismo, epicurismo e o ceticismo corroeu a fé na verdade universal da filosofia aristotélica e ampliou o horizonte filosófico, fornecendo um rico solo a partir do qual a ciência moderna e a filosofia moderna emergiram gradualmente. As principais filosofias da época são o Aristotelismo, o Humanismo, o Platonismo e as Filosofias helenísticas como o Estoicismo, o Epicurismo e o Ceticismo.
Há certa dificuldade em mapear os assuntos de interesse dos filósofos do Renascimento em relação aos interesses dos filósofos contemporâneos, especialmente porque a principal forma de escrita da época permaneceu sendo o comentário, seja sobre Aristóteles ou Tomás de Aquino. Entre alguns do temas comentados nessa época pode-se citar a lógica e a linguagem que eram a base das instituições educacionais, a metafísica e a filosofia da mente, a imortalidade, o livre arbítrio, a ciência e a filosofia da natureza, a filosofia moral e a filosofia política e o ser humano incluindo a distinção entre microcosmo e macrocosmo.
O Renascimento não usava a apalavra "humanismo", em vez disso, usava a frase latina studia humanitatis (literalmente "os estudos da humanidade") frase emprestada da antiguidade clássica. Os humanistas renascentistas entendiam pelo studia humanitatis um ciclo de cinco assuntos: gramática, retórica, poesia, história e filosofia moral, todas baseadas nos clássicos gregos e latinos. Um humanista era um especialista nos studia humanitatis. A disciplina dominante era a retórica, a eloquência era a mais alta realização profissional dos humanistas renascentistas e os interesses retóricos coloriram a abordagem dos humanistas em relação às outras partes do studia humanitatis, os humanistas renascentistas foram os sucessores da tradição retórica medieval e os ressuscitadores da tradição retórica clássica.

#### Racionalismo × Empirismo
O racionalismo é a visão de que a razão, em oposição a por exemplo, experiência sensorial, a revelação divina ou confiança na autoridade institucional, desempenha um papel dominante na nossa tentativa de obter conhecimento; é o oposto ao empirismo, que é a visão de que a experiência sensorial é suficiente para se ter o conhecimento.
O "racionalismo continental" é uma categoria retrospectiva usada para agrupar certos filósofos da Europa continental nos séculos XVII e XVIII, em particular Descartes, Spinoza e Leibniz porque afirmavam o contrário do “empirismo britânico”, notavelmente de Locke, Berkeley e Hume; os empiristas britânicos sustentavam que todo conhecimento tem sua origem e são limitados pela experiência, já os racionalistas continentais diziam que o conhecimento tem sua base no escrutínio e na implantação ordenada de ideias e princípios próprios da mente; os racionalistas não rejeitaram a experiência, como às vezes é erradamente afirmado; eles estavam completamente imersos nos rápidos desenvolvimentos da nova ciência e, em alguns casos, lideraram esses desenvolvimentos, eles apenas reforçavam que só a experiência, embora útil em questões práticas, não era o suficiente para o conhecimento genuíno.
No projeto cartesiano de Descartes estão presentes três pressupostos básicos: (1) a matemática, ou o método dedutivo adotado pela matemática, é o modelo a ser seguido pelos filósofos; (2) existem ideias inatas, absolutamente verdadeiras, que de alguma forma estão desde sempre inscritas no espírito humano; (3) a descoberta dessas ideias inatas não depende da experiência — elas são alcançadas exclusivamente pela razão. Esses três pressupostos também estão presentes nas filosofias de Gottfried Wilhelm Leibniz (1646-1716), Christian Wolff (1679-1754) e Baruch Spinoza (1632-1677), e constituem a base do movimento filosófico denominado racionalismo.
Se os racionalistas priorizavam o modelo matemático, a filosofia antagônica — o empirismo — enfatizava os métodos indutivos das ciências experimentais. O filósofo John Locke (1632-1704) propôs a aplicação desses métodos na investigação da própria mente humana. Em patente confronto com os racionalistas, Locke argumentou que a mente chega ao mundo completamente vazia de conteúdo — é uma espécie de lousa em branco ou tabula rasa; e todas as ideias com que ela trabalha são necessariamente originárias da experiência. Esse pressuposto também é adotado pelos outros dois grandes filósofos do empirismo britânico, George Berkeley (1685-1753) e David Hume (1711-1776). John Locke influenciou também a filosofia política, sendo um dos principais teóricos na base do conceito moderno de democracia liberal.[carece de fontes?]

#### Filosofia política
A filosofia política é um ramo da filosofia que se preocupa, no nível mais abstrato, com os conceitos e argumentos envolvidos na opinião política, o significado do termo político é, em si, um dos principais problemas da filosofia política; de maneira geral, pode-se caracterizar como política todas as práticas e instituições que se preocupam com o governo, o problema central da filosofia política é como implantar ou limitar o poder público, a fim de manter a sobrevivência e melhorar a qualidade da vida humana. A filosofia política é a tentativa de se saber verdadeiramente tanto a natureza das coisas políticas quanto a boa ou correta ordem política; hoje, a filosofia política está em um estado de decadência, não só há desacordo completo sobre o seu tema, seus métodos e sua função: sua própria existência, em quaisquer de suas formas, tornou-se questionável.
O primeiro trabalho elaborado sobre filosofia política europeia é a A República de Platão, uma obra-prima em forma de diálogo provavelmente destinado à recitação. Um maior desenvolvimento dessas ideias é realizado em seu Político e Leis, este último prescrevendo os métodos cruéis pelos quais elas podem ser impostas; Platão cresceu durante a grande guerra do Peloponeso entre Atenas e Esparta e, como muitos filósofos políticos, tentou encontrar remédios para a injustiça e o declínio políticos prevalecentes.
Na Idade Média, depois de Agostinho de Hipona, nenhum trabalho especulativo completo de filosofia política apareceu no Ocidente até o Policraticus (1159), de João de Salisbury, com base na ampla leitura clássica de João, ele se concentra no governante ideal, que representa um "poder público"; a Suma Teológica de são Tomás de Aquino pretende responder a todas as principais questões da existência, incluindo as da filosofia política que para ele deve ter um propósito ético; em sua obra De Monarchia, Dante cria a mais completa teoria política do império universal e secular formulada no Ocidente medieval e insiste que somente através da paz universal as faculdades humanas podem atingir sua plena capacidade.
Do século XVI ao século XVIII, a filosofia política foi assunto e tema de estudos de vários pensadores como Nicolau Maquiavel, Thomas Hobbes, Spinoza, Richard Hooker, John Locke, Edmund Burke, Giambattista Vico, Montesquieu e Jean-Jacques Rousseau.
No século XIX, o utilitarismo foi uma força importante no pensamento político e social, a doutrina de que as ações dos governos deveriam ser julgadas simplesmente pela extensão em que promovam “mais felicidade ao maior número de pessoas”, o fundador da escola utilitarista foi Jeremy Bentham, um excêntrico inglês formado em Direito. Enquanto isso, Alexis de Tocqueville se preocupava em como se manteriam os padrões e a criatividade da civilização diante da democracia de massa.
Marx e Engels pensavam que o dinamismo da história era gerado por inevitáveis conflitos de classe economicamente determinados, essa era uma ideia ainda mais dinâmica que a de Hegel e mais relevante para as revoltas sociais que foram uma consequência da Revolução Industrial, Marx era um humanista profundamente instruído, e seu ideal era o desenvolvimento completo da personalidade humana, enquanto Platão se preocupava com uma elite, Marx se importava apaixonadamente com a elevação de povos inteiros. A primeira e de longe a mais significativa interpretação da doutrina de Marx foi realizada na União Soviética por Lenin e desenvolvida por Josef Stalin e era totalmente autoritária e adotou a ideia de Leon Trotsky de uma "revolução permanente" por uma pequena elite revolucionária.

#### Idealismo

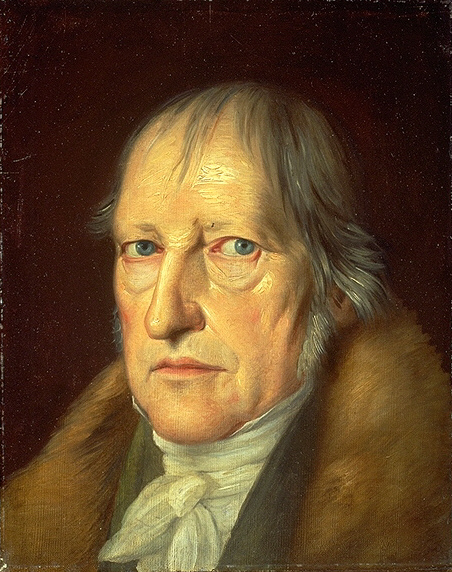
Hegel representou o auge do idealismo alemão, muitos dos intelectuais depois de 1830 definiram seus projetos a partir de suas ideias

Idealismo alemão é o nome de um movimento na filosofia alemã que começou na década de 1780 e durou até a década de 1840; os representantes mais famosos desse movimento são Kant, Fichte, Schelling e Hegel; embora existam diferenças importantes entre eles, todos compartilham um compromisso com o idealismo; o idealismo transcendental de Kant era uma doutrina filosófica modesta sobre a diferença entre aparências e as coisas em si, que alegava que os objetos da cognição humana são aparências e não coisas em si. Fichte, Schelling e Hegel radicalizaram essa visão, transformando o idealismo transcendental de Kant em idealismo absoluto, que sustenta que as coisas em si mesmas são uma contradição em termos, porque uma coisa deve ser um objeto de nossa consciência para que seja um objeto.
Embora o sentido exato em que Hegel era um idealista seja problemático, sua influência no idealismo absoluto ou monístico subsequente foi enorme. Nos EUA e no Reino Unido, o idealismo, especialmente do tipo absoluto, foi a filosofia dominante do final do século XIX e início do século XX, recebendo sua expressão mais vigorosa em Francis Herbert Bradley. Declinou, sem morrer, sob a influência de George Edward Moore e Bertrand Russell, e mais tarde dos positivistas lógicos.
Geralmente se considera que depois da filosofia de Kant tem início uma nova etapa da filosofia, que se caracterizaria por ser uma continuação e, simultaneamente, uma reação à filosofia kantiana. Nesse período desenvolve-se o idealismo alemão (Fichte, Schelling e Hegel), que leva as ideias kantianas às últimas consequências. A noção de que há um universo inteiro (a realidade em si mesma) inalcançável ao conhecimento humano, levou os idealistas alemães a assimilar a realidade objetiva ao próprio sujeito no intuito de resolver o problema da separação fundamental entre sujeito e objeto. Assim, por exemplo, Hegel postulou que o universo é espírito. O conjunto dos seres humanos, sua história, sua arte, sua ciência e sua religião são apenas manifestações desse espírito absoluto em sua marcha dinâmica rumo ao autoconhecimento. Enquanto na Alemanha, o idealismo apoderava-se do debate filosófico, na França, Auguste Comte retomava uma orientação mais próxima das ciências e inaugurava o positivismo e a sociologia. Na visão de Comte, a humanidade progride por três estágios: o estágio teológico, o estágio metafísico e, por fim, o estágio positivo. No primeiro estágio, as explicações são dadas em termos mitológicos ou religiosos; no segundo, as explicações tornam-se abstratas, mas ainda carecem de cientificidade; no terceiro estágio, a compreensão da realidade se dá em termos de leis empíricas de “sucessão e semelhança” entre os fenômenos. Para Comte, a plena realização desse terceiro estágio histórico, em que o pensamento científico suplantaria todos os demais, representaria a aquisição da felicidade e da perfeição.

#### Existencialismo
Existencialismo é um termo genérico para os filósofos que consideram a natureza da condição humana como um problema filosófico essencial e que compartilham da visão de que esse problema é melhor abordado por meio da ontologia; essa definição engloba temas-chave que os pensadores existencialistas abordam como a existência, o absurdo e a irracionalidade, a facticidade, a ansiedade e a autenticidade e outros temas.
O termo "existencialismo" foi explicitamente adotado como autodescrição por Jean-Paul Sartre e através da ampla divulgação da produção literária e filosófica pós-guerra de Sartre e seus associados - notavelmente Simone de Beauvoir, Maurice Merleau-Ponty e Albert Camus - o existencialismo tornou-se identificado com um movimento cultural que floresceu na Europa nas décadas de 1940 e 1950.
Os filósofos existencialistas mais importantes são Søren Kierkegaard (1813-1855), Friedrich Nietzsche (1844-1900), Martin Heidegger (1889-1976), Jean-Paul Sartre (1905-1980), Simone de Beauvoir (1908-1986) e Albert Camus (1913-1960). Karl Jaspers, Martin Buber na Alemanha, Jean Wahl e Gabriel Marcel na França, os espanhóis José Ortega y Gasset e Miguel de Unamuno e os russos Nikolai Berdyaev e Lev Shestov.

#### Fenomenologia
Fora dos países de língua inglesa, floresceram diferentes movimentos filosóficos. Entre esses destacam-se a fenomenologia, a hermenêutica, o existencialismo e versões modernas do marxismo. Para Edmund Husserl, o traço fundamental dos fenômenos mentais é a intencionalidade. A estrutura da intencionalidade é constituída por dois elementos: noesis e noema. O primeiro elemento é o ato intencional; e o segundo é o objeto do ato intencional. A ciência da fenomenologia trata do significado ou da essência dos objetos da consciência. A fim de revelar a estrutura da consciência, o fenomenólogo deve pôr entre parêntesis a realidade empírica. Segundo Husserl, os procedimentos fenomenológicos desvelam o ego transcendental — que é a própria base e fonte de unidade do eu empírico.

#### Pragmatismo
O pragmatismo é uma tradição filosófica que começou nos Estados Unidos por volta de 1870 suas origens são frequentemente atribuídas aos filósofos Charles Sanders Peirce, William James e John Dewey. Mais tarde, Peirce a descreveu em sua máxima pragmática: "Considere os efeitos práticos dos objetos de sua concepção. Então, sua concepção desses efeitos é a totalidade de sua concepção do objeto".
O pragmatismo tentou encontrar um conceito científico de verdade que não dependa do insight pessoal (revelação) ou referência a algum domínio metafísico e interpretava o significado de uma declaração pelo efeito que sua aceitação teria na prática. A investigação levada longe o suficiente é, portanto, o único caminho para a verdade.

#### Filosofia analítica
A filosofia analítica, também chamada filosofia linguística, é um conjunto de abordagens vagamente relacionadas aos problemas filosóficos dominantes na filosofia anglo-americana do início do século XX que enfatiza o estudo da linguagem e a análise lógica de conceitos. Embora a maior parte do trabalho em filosofia analítica tenha sido realizado na Grã-Bretanha e nos Estados Unidos, também há contribuições significativas de outros países, principalmente Austrália, Nova Zelândia e nos países da Escandinávia.
A filosofia analítica originou-se por volta da virada do século XX, quando G. E. Moore e Bertrand Russell se separaram do que era a escola dominante nas universidades britânicas, o Idealismo absoluto; muitos também incluem Gottlob Frege como fundador da filosofia analítica; quando Moore e Russell articularam sua alternativa ao Idealismo, eles usaram um idioma linguístico, frequentemente baseando seus argumentos nos "significados" de termos e proposições. Além disso, Russell acreditava que a gramática da linguagem natural é frequentemente filosoficamente enganosa, e que a maneira de dissipar a ilusão é re-exprimir proposições na linguagem formal ideal da lógica simbólica, revelando assim sua verdadeira forma lógica.
Para Ludwig Wittgenstein, discípulo de Russell, os recursos da lógica matemática serviriam para revelar as formas lógicas que se escondem por trás da linguagem comum, a lógica é a própria condição de sentido de qualquer sistema linguístico. Sob a inspiração dos trabalhos de Russell e de Wittgenstein, o Círculo de Viena passou a defender uma forma de empirismo que assimilasse os avanços realizados nas ciências formais, especialmente na lógica. Essa versão atualizada do empirismo tornou-se universalmente conhecida como neopositivismo ou positivismo lógico. O Círculo de Viena consistia numa reunião de intelectuais oriundos de diversas áreas (filosofia, física, matemática, sociologia, etc.) que tinham em comum uma profunda desconfiança em relação a temas de teor metafísico. Para esses filósofos e cientistas, caberia à filosofia elaborar ferramentas teóricas aptas a esclarecer os conceitos fundamentais das ciências e revelar os pontos de contatos entre os diversos ramos do conhecimento científico. Nessa tarefa, seria importante mostrar, entre outras coisas, como enunciados altamente abstratos das ciências poderiam ser rigorosamente reduzidos a frases sobre a nossa experiência imediata.

## Filosofia moderna asiática
Historicamente, a filosofia chinesa passou por quatro períodos: o clássico, o neotaoísta e budista, o neoconfucionista e o moderno. O período moderno começa no século XX e passa da ocidentalização, através de uma reconstrução da filosofia tradicional, para o triunfo do marxismo. Na segunda e terceira décadas, as obras de Darwin, Spencer e outras foram traduzidas, e as doutrinas de Haeckel, Kropotkin, Nietzsche, Schopenhauer, Bergson, Rudolf Eucken, Descartes e James, além de Platão, Kant e Hegel, foram apresentados, cada um com seus advogados especiais. Mais tarde, Whitehead, Josiah Royce, Carnap e outros foram promovidos por pequenos e sinceros grupos. Esse movimento revelou às novas perspectivas filosóficas chinesas em metafísica, lógica e epistemologia; o tom geral era científico, positivista e pragmático. De todos os sistemas ocidentais, o mais influente foi o pragmatismo, introduzido e promovido por Hu Shi (1891-1962), líder da revolução intelectual de 1917.:399–400 Na “polêmica da ciência versus vida” na década de 1920, os principais intelectuais chineses debateram a questão se a ciência pode ou não formar a base de uma filosofia de vida, o debate serviu para questionar a supremacia da filosofia ocidental, que, como entendida pelos chineses, era considerada essencialmente científica por oposição à metafísica. Na China contemporânea, o marxismo é a filosofia oficial, o pensamento marxista vinha crescendo na China desde meados da década de 1920 e, na época do estabelecimento da República Popular em 1949, havia passado pelo leninismo ao maoísmo.
No século XIX, a Índia não foi marcada por conquistas filosóficas notáveis, mas foi um período marcado por grandes movimentos de reforma social e religiosa, as universidades recém-fundadas introduziram os intelectuais indianos no pensamento ocidental, particularmente nas filosofias empirista, utilitária e agnóstica da Inglaterra, e John Stuart Mill, Jeremy Bentham e Herbert Spencer se tornaram os pensadores mais influentes das universidades indianas até o final do século. As ideias do Ocidente serviram para gerar um ponto de vista secular e racional além de estimular movimentos sociais e religiosos, dentre os quais o mais notável é o movimento Brahmo Samaj fundado por Ram Mohan Roy. Nas últimas décadas do século, são Ramakrishna Paramahamsa de Calcutá renovou o interesse pelo misticismo, e muitos jovens racionalistas e céticos foram convertidos na fé exemplificada em sua pessoa. Ramakrishna ensinou, entre outras coisas, uma diversidade essencial de caminhos religiosos que levam ao mesmo objetivo, e esse ensino recebeu uma forma intelectual de Swami Vivekananda, seu famoso discípulo.
O período moderno da filosofia japonesa começou com a Restauração Meiji em 1868 e a subsequente abertura do Japão às influências ocidentais, incluindo a filosofia ocidental. De fato, uma nova palavra, tetsugaku "sabedoria" (tetsu) e "aprendizado" (gaku) foi inventada para traduzir o termo ocidental filosofia. Embora o tetsugaku tenha sido inicialmente se limitado à reflexão acadêmica sobre a filosofia ocidental, com exclusão da filosofia japonesa, logo abarcou uma gama mais ampla de estudos. Uma investigação sobre o bem (1911), de Kitaro Nishida (1870-1945), foi a primeira grande obra a construir um novo sistema filosófico no estilo ocidental. À medida que seu pensamento evoluiu em trabalhos posteriores, Nishida se concentrou nos fundamentos experimentais e lógicos do julgamento e da ação, que ele chamou de Nada (mu). A filosofia de Nishida se baseou nas ideias da Ásia Ocidental e Oriental (especialmente Zen). Por exemplo, sua preocupação com a "experiência pura" veio do pensamento ocidental do filósofo pragmatista americano William James, enquanto o termo Nada veio do budismo. Após a Segunda Guerra Mundial, enquanto alguns filósofos permaneceram dentro dos parâmetros demarcados pela filosofia ocidental, outros desenvolveram filosofias a partir das ideias asiáticas tradicionais. O último grupo inclui filósofos budistas modernos, como Koshiro Tamaki (1915–99) e Hajime Nakamura (1911–99). Outros ainda continuam engajando outras tradições - ocidentais e asiáticas - na esperança de desenvolver insights filosóficos adequados a uma perspectiva global, e não apenas monocultural. Esses filósofos incluem Yasuo Yuasa (1925–2005) e Shizuteru Ueda (1926-2019), um pensador que defendia a tradição da escola de Quioto.

## Categorias

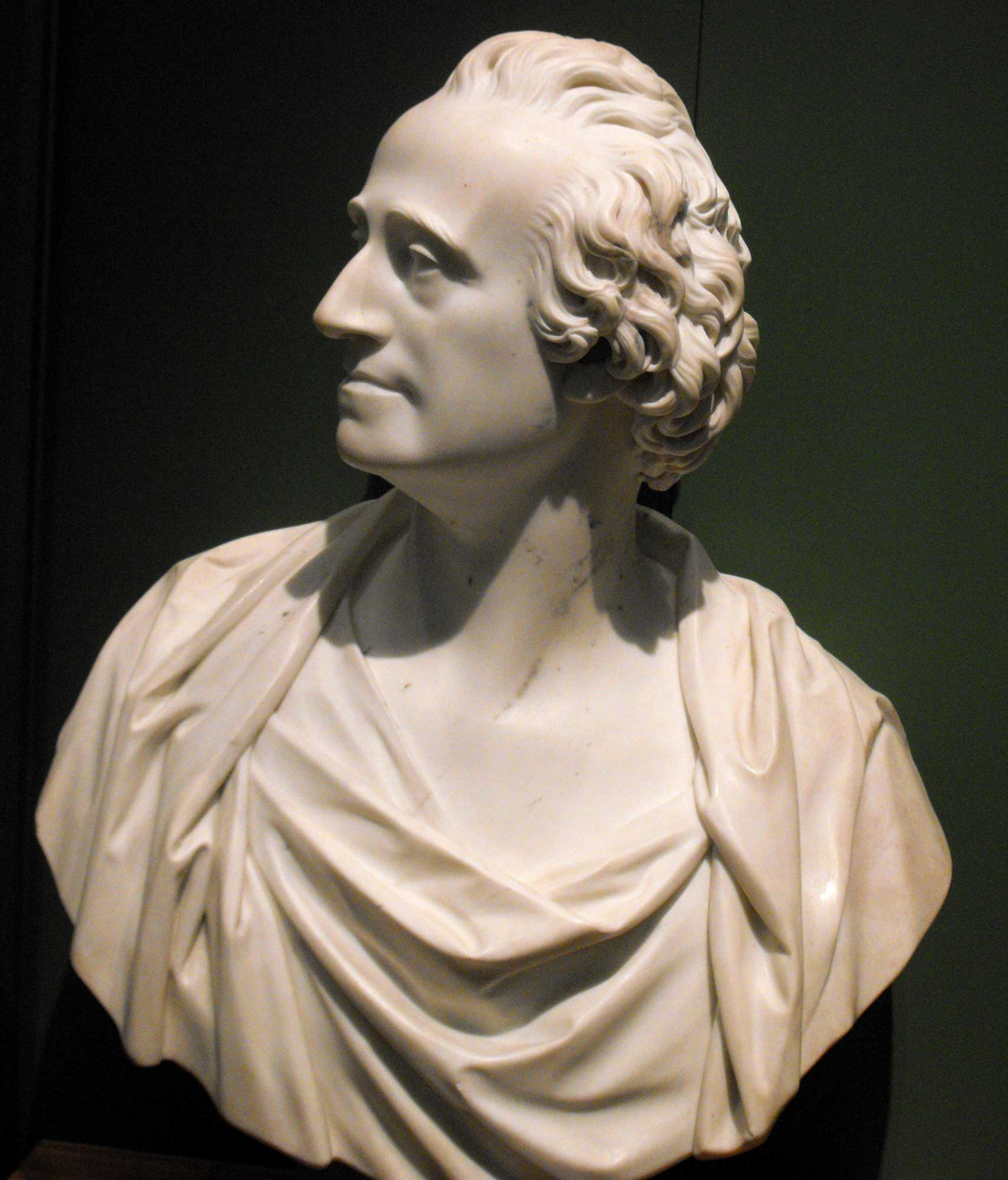
Ainda que Adam Smith não tenha apresentado uma teoria do valor com a devida coerência, não se pode negar que ele apresentou as bases da teoria do valor-trabalho. Busto de Adam Smith (1845), de Patric Parc.

As questões filosóficas podem ser agrupadas em categorias. Esses agrupamentos permitem que os filósofos se concentrem em um conjunto de tópicos semelhantes e interajam com outros pensadores interessados nas mesmas perguntas. Os agrupamentos também facilitam a filosofia para a abordagem dos alunos. Os alunos podem aprender os princípios básicos envolvidos em um aspecto do campo sem ficarem sobrecarregados com todo o conjunto de teorias filosóficas.
Várias fontes apresentam esquemas categóricos diferentes. As categorias adotadas neste artigo visam amplitude e simplicidade. Esses cinco ramos principais podem ser separados em sub-ramos e cada sub-ramo contém muitos campos específicos de estudo.
- Metafísica e Epistemologia
- Teoria do valor
- Ciência, Lógica e Matemática
- História da filosofia ocidental
- Tradições filosóficas

Essas divisões não são exaustivas nem mutuamente exclusivas. (Um filósofo pode se especializar em epistemologia kantiana, estética platônica ou filosofia política moderna). Além disso, essas investigações filosóficas às vezes se sobrepõem umas às outras e a outras, como ciência, religião ou matemática.

#### Metafísica
Metafísica (do grego antigo μετα (metà), depois de, além de tudo; e Φυσις [physis], natureza ou física) é o estudo da realidade, do ser, da natureza real do que quer que seja, dos primeiros princípios, às vezes chamado ontologia (embora alguns filósofos definam ontologia como um ramo da metafísica).
Um ponto importante de debate é entre realismo, que sustenta que existem entidades que existem independentemente de sua percepção mental e o idealismo, que sustenta que a realidade é mentalmente construída ou imaterial. A metafísica lida com o tópico da identidade. A essência é o conjunto de atributos que tornam um objeto o que é fundamentalmente e sem o qual perde sua identidade, enquanto que o acidente é uma propriedade que o objeto possui, sem a qual o objeto ainda pode reter sua identidade. Os particulares são objetos que se diz existir no espaço e no tempo, em oposição aos objetos abstratos, como números e universais, que são propriedades mantidas por vários detalhes.

#### Epistemologia
Epistemologia é o estudo do conhecimento (do grego episteme, conhecimento e logos, teoria). Os epistemólogos se preocupam com uma série de tarefas, que podemos classificar em duas categorias; primeiro, devemos determinar a natureza do conhecimento; isto é, o que significa dizer que alguém sabe ou deixa de saber algo? Segundo, devemos determinar a extensão do conhecimento humano; isto é, quanto sabemos, ou podemos saber?
Os assuntos pertencentes à epistemologia são essencialmente o conhecimento proposicional ou conhecimento descritivo que engloba a crença, a verdade e a justificação, a natureza da justificação (internalismo ou o externalismo), a extensão do conhecimento humano, as fontes de conhecimento, o ceticismo (cartesiano ou de Hume), fontes do conhecimento (percepção, introspecção, memória, razão, testemunho, etc.), os limites do conhecimento (ceticismo e fechamento) etc...
Outros assuntos ou ramos da epistemologia incluem a epistemologia da virtude, uma coleção de abordagens recentes da epistemologia que dão aos conceitos de virtude epistêmica ou intelectual um papel importante e fundamental; a epistemologia naturalizada que enfatiza a aplicação de métodos, resultados e teorias das ciências empíricas; a epistemologia religiosa, a epistemologia moral, a epistemologia social, a epistemologia feminista.

#### Teoria dos valores
Teoria dos valores é usado de pelo menos de três maneiras diferentes na filosofia, em seu sentido mais amplo, é um rótulo genérico usado para abranger todos os ramos da filosofia moral, da filosofia social e política, da estética e, às vezes, da filosofia feminista e da filosofia da religião — quaisquer que sejam as áreas da filosofia que abrangem algum Aspecto "avaliativo"; em seu sentido mais restrito, teoria do valor é usada para uma área relativamente estreita da teoria ética normativa, particularmente, mas não exclusivamente, que preocupa os consequencialistas. Nesse sentido restrito, "teoria do valor" é aproximadamente sinônimo de "axiologia" que pode ser pensada como uma área da filosofia que se preocupa principalmente em classificar o que é bom e o quão bom é. Por exemplo, uma questão tradicional de axiologia diz respeito a se os objetos de valor são estados psicológicos subjetivos ou estados objetivos do mundo.

#### Ética
A ética (ou filosofia moral) consiste em sistematizar, defender e recomendar conceitos de comportamento certo e errado; atualmente os filósofos geralmente dividem as teorias éticas em três áreas gerais: a metaética, a ética normativa e a ética aplicada, a metaética investiga de onde vêm nossos princípios éticos e o que eles significam; se são apenas invenções sociais ou não, se envolvem mais do que expressões de nossas emoções individuais. As respostas metéticas a essas dúvidas se concentram nas questões das verdades universais, na vontade de Deus, no papel da razão nos julgamentos éticos e no significado dos próprios termos éticos; a ética normativa assume uma tarefa mais prática, que é chegar a padrões morais que regulam a conduta certa e errada; isso pode envolver a articulação dos bons hábitos que devemos adquirir, dos deveres que devemos seguir ou das consequências de nosso comportamento para os outros; por fim, a ética aplicada envolve o exame de questões controversas específicas, como aborto, infanticídio, direitos dos animais, preocupações ambientais, homossexualidade, pena de morte ou guerras.

#### Estética
A estética é o estudo filosófico da beleza e do gosto, é relacionada à filosofia da arte, que se preocupa com a natureza da arte e com os conceitos nos quais as obras de arte individuais são interpretadas e avaliadas. É mais precisamente definida como o estudo sensório ou valores senso-emocionais, às vezes chamados de julgamento de sentimento e gosto. Suas principais divisões são a teoria da arte, teoria literária, teoria do cinema e teoria da música. Um exemplo da teoria da arte é discernir o conjunto de princípios subjacentes ao trabalho de um determinado artista ou movimento artístico, como a estética cubista.
O mais completo e influente dos primeiros teóricos da estética foi Immanuel Kant, no final do século XVIII; Kant às vezes é considerado um formalista na teoria da arte; isto é, alguém que pensa que o conteúdo de uma obra de arte não é de interesse estético.

## Sociedade
Alguns dos que estudam filosofia tornam-se filósofos profissionais, normalmente trabalhando como professores que ensinam, pesquisam e escrevem em instituições acadêmicas. No entanto, a maioria dos estudantes de filosofia acadêmica contribui mais tarde para direito, jornalismo, religião, ciências, política, negócios ou artes. Por exemplo, figuras públicas com formação em filosofia incluem comediantes Steve Martin e Ricky Gervais, cineasta Terrence Malick, Papa João Paulo II, cofundador da Wikipedia Larry Sanger, empreendedor de tecnologia Peter Thiele candidato a vice-presidente Carly Fiorina.